# Bjarni Benediktsson (1970)
En aquest nom islandès, el darrer nom és un patronímic, no pas un cognom. La manera de referir-se a aquesta persona és pel nom de pila.
Bjarni Benediktsson (nascut el 26 de gener del 1970 a Reykjavík) és un polític islandès i líder del Partit de la Independència islandès des del 2009. L'antic Primer Ministre islandès Bjarni Benediktsson és el seu besoncle. Els mitjans de comunicació es refereixen a ambdós com a Bjarni Benediktsson Sr i Bjarni Benediktsson Jr per tal de diferenciar-los.
Bjarni fou elegit del conservador Partit de la Independència en el seu congrés nacional celebrat el 29 de març del 2009 amb el 58.1 per cent dels vots, vora un mes abans de les eleccions legislatives islandeses d'abril del 2009. El partit quedà en segon lloc en aquelles eleccions, amb 16 escons, nou menys que en les eleccions anteriors. Després d'admetre la derrota el 26 d'abril del 2009, Bjarni va dir que el seu partit havia perdut la confiança dels votants. "Hem perdut aquesta oportunitat, però més endavant tornarem a guanyar," va dir.
Advocat de professió, és membre d'una família associada amb l'elit política i econòmica islandesa. Després d'obtenir una llicenciatura en Dret per la Universitat d'Islàndia, Bjarni va completar els seus estudis a Alemanya i als Estats Units abans de retornar a Islàndia per treballar com a advocat. Va obtenir una acta de diputat al parlament nacional en 2003 i ha estat actiu en diverses comissions de les àrees d'economia i impostos, indústria i afers exteriors. Entre el 2005 i el 2008 va ser membre de la direcció de N1 i BNT, dues de les principals empreses del país, però va abandonar el món dels negocis el 2008, durant la crisi bancària islandesa, perquè creia més adequat dedicar-se al món de la política "amb totes les seves forces".
En les eleccions legislatives islandeses d'abril del 2013 va catapultar el seu partit al primer lloc del parlament islandès, empatat en escons amb el Partit Progressista de Sigmundur Davíð Gunnlaugsson. El dia 30 d'abril, aquest últim va rebre l'encàrrec del president, Ólafur Ragnar Grímsson, d'endegar converses per tal de formar un nou govern, previsiblement amb el seu antic soci, el Partit de la Independència.

### Primer ministre
Benediktsson fou escollit com a primer ministre a l'abril de 2024, en substitució de Katrín Jakobsdóttir després que ella va anunciar que renunciaria i es presentaria a la presidència. El govern de coalició, format pel partit de la Independència, el Partit Progressista de centredreta i el Moviment d'Esquerra-Verd, es va enfrontar a la incertesa després que les últimes erupcions volcàniques obliguessin a milers de persones a abandonar les seves llars, pressionant una economia que ja s'enfronta a una alta inflació i uns tipus d'interès alts. Bjarni Benediktsson va dissoldre el govern per desacords en temes com ara la política exterior i els sol·licitants d'asil.

## Vida personal
Està casat i té quatre fills. Antic jugador de futbol afeccionat, practica la pesca en les seves estones lliures.